# Bahnhof Volos
| Spurweite: | 0600 mm 1000 mm 1435 mm |                                     |                                     |
| |                         |                                     |                                     |
| \| \| \| Bahnstrecke Larisa–Volos 1435 mm \| \| \| \| \| Strecke Volos–Paleofarsalos 1000 mm \| \| \| \| \| Bahnbetriebswerk \| \| \| \| 61,2 \| Volos \| Volos \| \| \| \| Volos Hafen \| \| \| \| \| Volos (Pilionbahn) 600 mm \| \| \| \| \| nach Milies \| \| \| \| \| \| \| \| Quellen: [1] \| \| \| \| |                         |                                     |                                     |
| Strecke von links |                         | Bahnstrecke Larisa–Volos 1435 mm    | Bahnstrecke Larisa–Volos 1435 mm    |
| Strecke von rechts (außer Betrieb) · Strecke |                         | Strecke Volos–Paleofarsalos 1000 mm | Strecke Volos–Paleofarsalos 1000 mm |
| Dienststation / Betriebs- oder Güterbahnhof (Strecke außer Betrieb) · Strecke |                         | Bahnbetriebswerk                    | Bahnbetriebswerk                    |
| Bahnhof (Strecke außer Betrieb) · Kopfbahnhof Strecke ab hier außer Betrieb | 61,2                    | Volos                               | Volos                               |
| Betriebs-/Güterbahnhof Streckenende (Strecke außer Betrieb) · Betriebs-/Güterbahnhof Streckenende (Strecke außer Betrieb) · Betriebs-/Güterbahnhof Streckenanfang (Strecke außer Betrieb) |                         | Volos Hafen                         | Volos Hafen                         |
| Bahnhof (Strecke außer Betrieb) |                         | Volos (Pilionbahn) 600 mm           | Volos (Pilionbahn) 600 mm           |
| Strecke (außer Betrieb) |                         | nach Milies                         | nach Milies                         |
| |                         |                                     |                                     |
| Quellen: |                         |                                     |                                     |

Der Bahnhof Volos (griechisch Σιδηροδρομικός Σταθμός Βόλου Sidirodromikós Stathmós Vólou) ist der Bahnhof der griechischen Stadt Volos. Er war Endpunkt von drei Bahnstrecken der Griechischen Eisenbahn.

## Entstehung
Nachdem das Osmanische Reich 1881 Thessalien an Griechenland hatte abtreten müssen, trieb Griechenland die Erschließung des ihm zugefallenen Gebietes voran, auch um es gegen osmanische Ansprüche zu sichern. Zu diesem Zweck wurden am 25. Oktober 1882 mit französischem Kapital die Thessalischen Eisenbahnen gegründet.
Wegen der sehr dürftig ausgebauten Infrastruktur im Innern Griechenlands, nutzte der Personen- und Güterverkehr damals zu einem erheblichen Teil die Küstenschifffahrt. Verkehrsgeografisch hing Thessalien in seiner Versorgung so zu einem erheblichen Teil von seinem einzigen Hafen, Volos, ab. Dieser war damit auch Ausgangspunkt des Eisenbahnbaus der folgenden Jahre ins Hinterland. Im September 1883 wurde mit dem Bau der Eisenbahnen begonnen. Aus finanziellen Gründen wurde schmalspurig gebaut. Folgende Strecken nahmen von Volos ihren Ausgang:
- Volos–Larisa, Meterspur, eröffnet am 22. April 1884 von König Georg I.[3],
- Volos–Kalambaka nutzte auf den ersten 19 km die vorgenannte Strecke mit und zweigte in Velestino ab. Bis Farsala wurde sie am 13. November 1884 eröffnet.[4] Sie war ebenfalls meterspurig.
- Die Pilionbahn nach Milies wurde im ersten Abschnitt, Volos–Agria,[4] 1892 fertiggestellt, aber in der Spurweite von 600 mm errichtet.

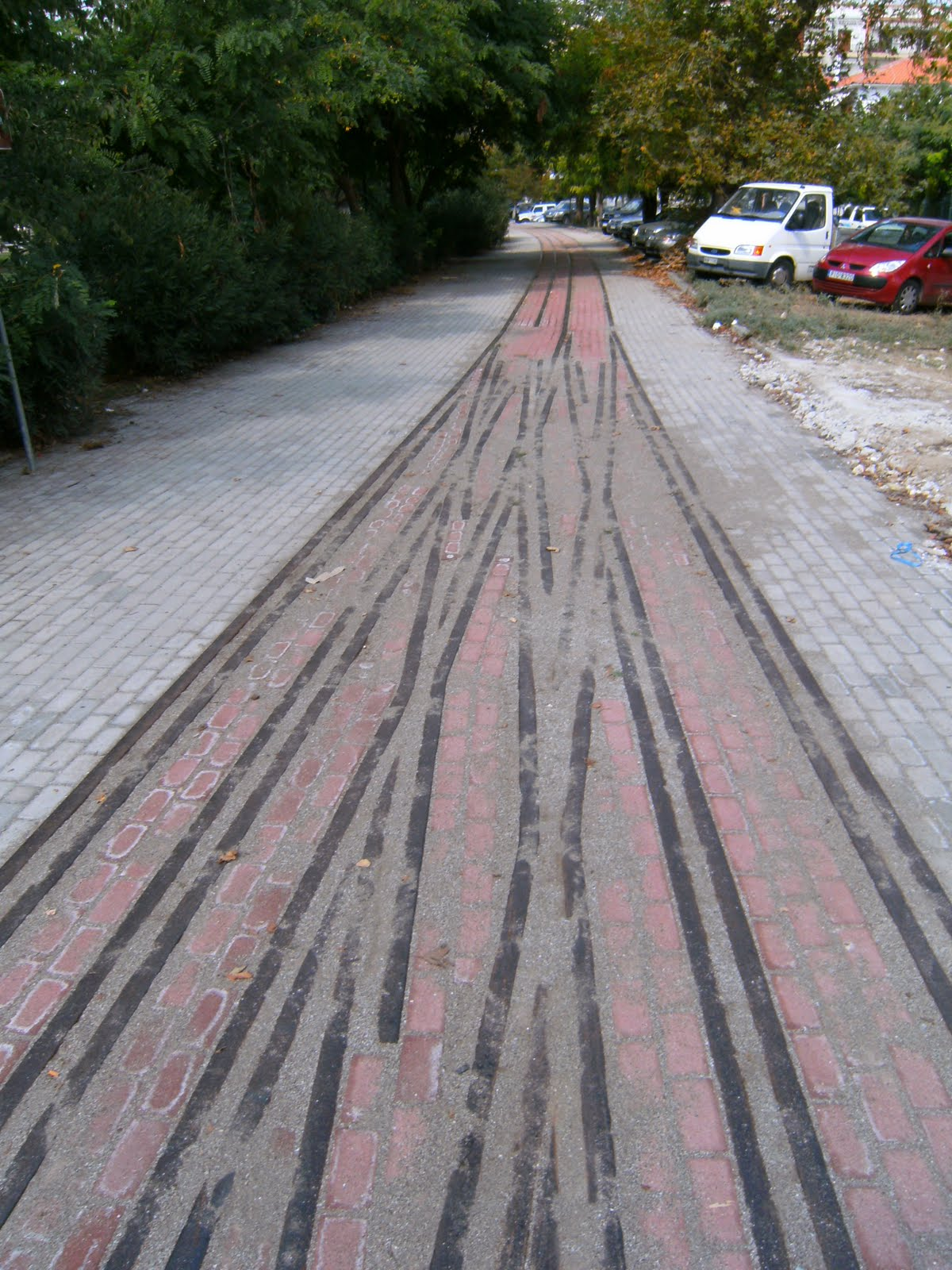
Vierschienen-Weiche für drei Spurweiten des Hafenanschlusses

## Weitere Entwicklung

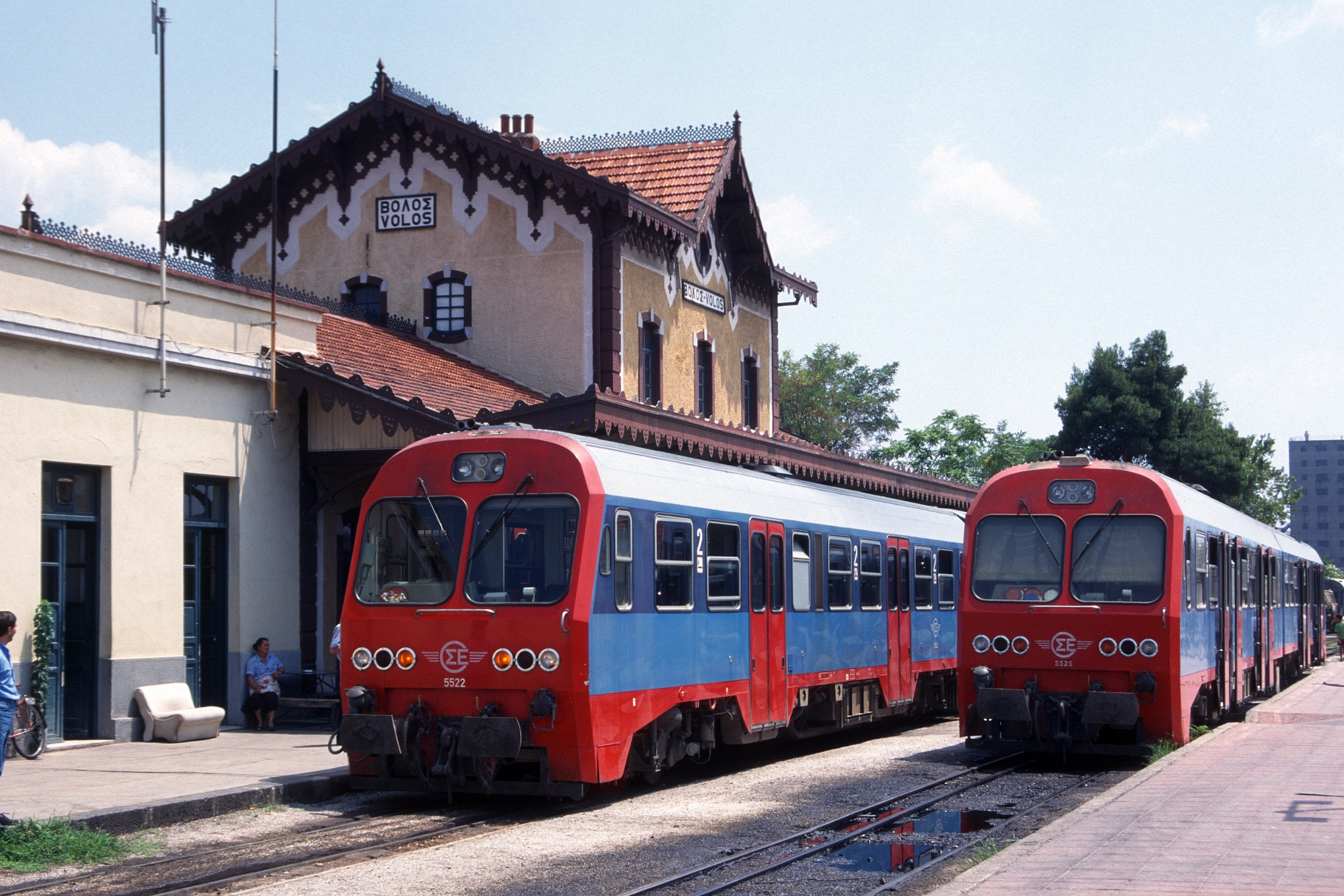
Zwei Meterspurtriebwagen auf Dreischienengleisen in Volos, 1995

Beim Erdbeben in Thessalien 1957 wurden alle Empfangsgebäude entlang der Strecke nach Larisa zerstört, einzig das des Bahnhofs von Volos blieb nahezu unbeschädigt, obwohl auch dessen historische Altstadt schwer getroffen wurde.
Die Strecke nach Larisa wurde 1960 auf Normalspur umgespurt und stellt dort den Anschluss an die Eisenbahnmagistrale des Landes, die Bahnstrecke Piräus–Thessaloniki, her. Ab diesem Zeitpunkt trafen im Bahnhof Volos drei verschiedene Spurweiten aufeinander. In Volos wurden dazu die Gleisanlagen teilweise zu Dreischienengleisen für Fahrzeuge der Normal- und Meterspur umgebaut. Die Verbindung zum Hafen wurde sogar zu einem Vierschienengleis für alle drei Spurweiten umgebaut.
In den 1970er Jahren wurde der Betrieb auf der Pilionbahn zwar eingestellt, aber 1996 wurde die Bahn als touristische Attraktion wieder betrieben. 1998 stoppte der Gesamtverkehr zwischen Volos und Kalambaka. Die Bahnstrecke Volos–Paleofarsalos wurde – bis auf ein kurzes Stück, das gelegentlich für Fahrten mit einem historischen Dieseltriebwagen genutzt wird – aufgegeben. Ab 2001 wurden die Meterspurgleise im Bahnhof Volos abgebaut.

## Empfangsgebäude
Das Empfangsgebäude des Bahnhofs von Volos entwarf Evaristo De Chirico, Chefingenieur der Thessalischen Eisenbahnen und Vater von Giorgio de Chirico. Fertiggestellt war es 1884 zur Eröffnung der Strecke nach Larisa. Das Gebäude blieb seit 1884 unverändert und ist eines der wenigen Gebäude, die das Erdbeben von 1955, das den historischen Stadtkern von Volos zu einem großen Teil zerstörte, unbeschadet überstanden. Sein äußeres Erscheinungsbild ist geprägt von reichem Holzdekor, besonders im Traufbereich, der an ein Schweizerhäuschen erinnert.
Eine monumentale Statue der Athene schmückt den Bahnhofsvorplatz und fügt sich harmonisch in die Umgebung des Empfangsgebäudes ein.
Der erste Stock des Gebäudes beherbergt heute das Eisenbahnmuseum von Thessalien. Gezeigt werden dort alte Fotografien, Telegrafen, Bahnhofsuhren, Uniformen, Fahrkartenautomaten, Lokomotivteile und Aufzeichnungen. Hier gibt es auch Bücher über Eisenbahnarchitektur und Entwürfe von Evaristo De Chirico. Das Museum hat sich zum Ziel gesetzt, auch international Ziel für Eisenbahnfreunde zu werden.

## Betrieb
Derzeit (Sommer 2020) werden sieben Regionalzugpaare zwischen Volos und Larisa angeboten, die tagsüber einen ungefähren Zwei-Stunden-Takt bieten.